# 1,7-Dihydroxyanthrachinon
1,7-Dihydroxyanthrachinon, auch unter dem Namen m-Dihydroxyanthrachinon bekannt, ist eine organische Verbindung aus der Stoffgruppe der Anthrachinone, genauer der Dihydroxyanthrachinone.

## Darstellung
Man kann das 1,7-Dihydroxyanthrachinon aus dem Produkt (3) einer Diels-Alder-Reaktion, eines Diens (1) und einem Derivat von Juglon (2) in Benzol darstellen. Durch Hinzufügen konzentrierter Salzsäure in Chloroform und anschließend Ethanol erhält man eine Ausbeute von ungefähr 75–80 %.

OAc = Acetoxygruppe

Durch die Reaktion eines Benzophenon-Derivats in einer Salzschmelze lässt sich ebenfalls das 1,7-Dihydroxyanthrachinon herstellen.